# Nitka

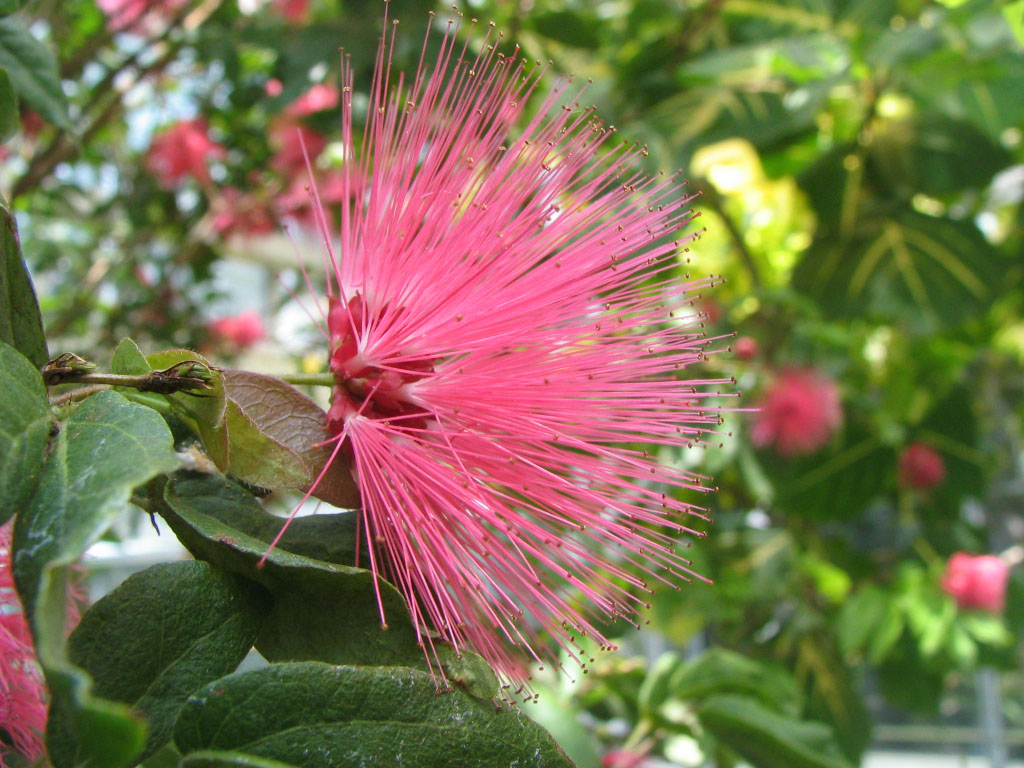
Dlouhé nitky s malými prašníky (Calliandra emarginata)

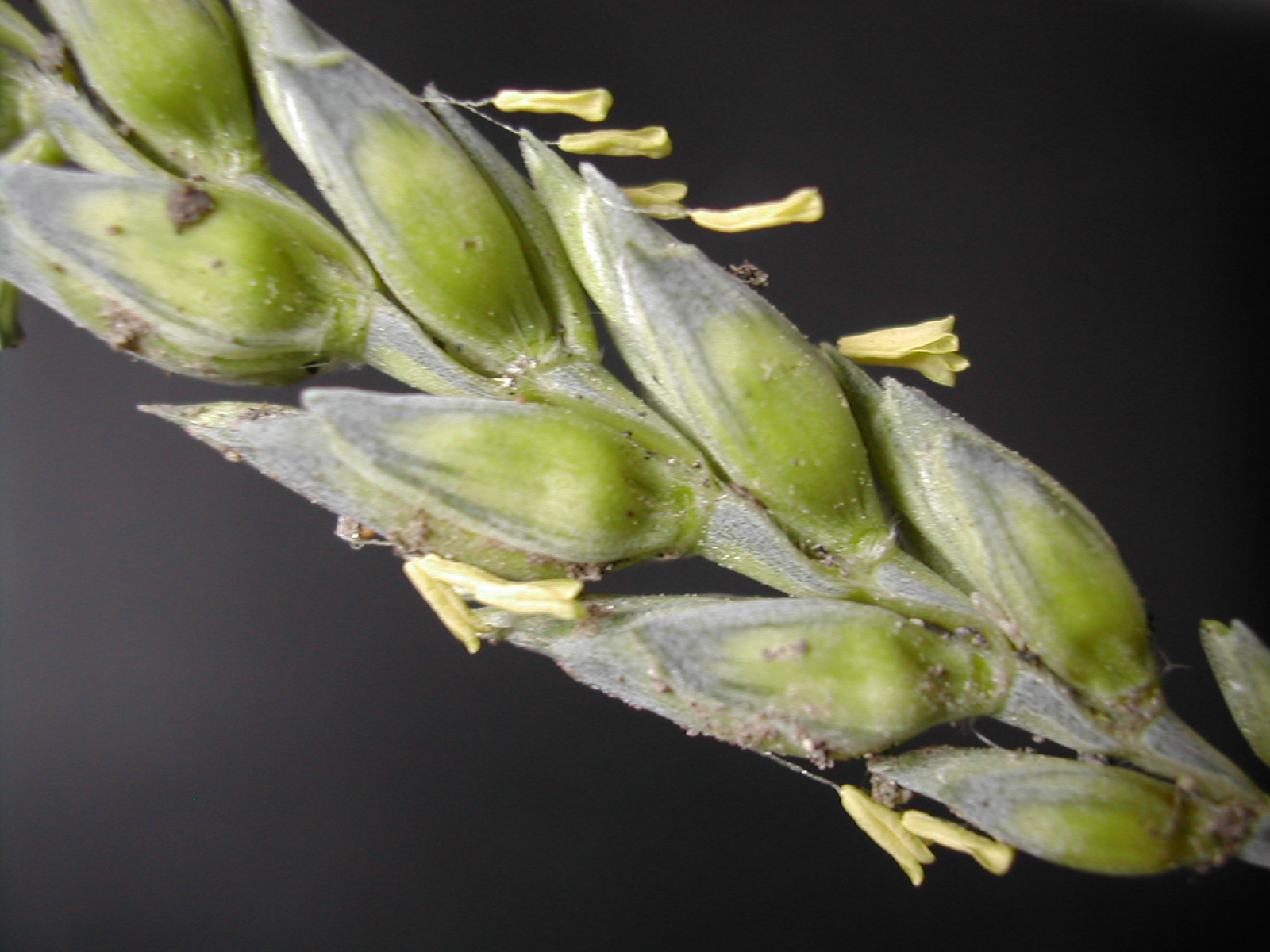
Nitky s dlouhými prašníky u květů pšenice

Nitka (filamentum) je neplodná část tyčinky (stamen), samčího pohlavního orgánu semenných rostlin. Nitka společně s prašníkem (anthera) a spojidlem (konektiv) vytváří tyčinku.

## Popis
Nitka je upevněna v květním lůžku a na jejím volném vrcholu je usazen prašník. Do prašníku nitka zasahuje spojidlem, které je obvykle posuzováno jako součást nitky. Spojidlo je pletivo spojující dva prašné váčky prašníku. Nitka se postupně prodlužuje s růstem květu.

## Provedení
Nitka prošla historickým vývojem, u nejstarších typů květu např. u Degeneria vitiensis je ještě trojžilná a vlastně ještě není přesně diferencována, kdežto u vývojově pokročilejších rostlin je pouze jednožilná a zcela rozlišená. V archaičtějších květech bývá nitek veliké množství a jsou uspořádány spirálově, vývojem se jejich počet zmenšil a vyrůstají v kruzích. Nitka může také být u některých rostlin redukovaná, čili vlastně není, tehdy hovoříme o přisedlém prašníku, např. u  violky, nebo je nitka porostlá hrubými chlupy, jako u divizny, či jinými výrůstky. 
Svou délkou také nitka určuje tzv. mocnost tyčinky, jsou-li 2 nitky delší než ostatní (např. u hluchavkovitých) hovoříme o tyčince dvojmocné, při delších 4 nitkách (např. u brukvovitých) se jedná o tyčinku čtyřmocnou. Rozdílné také může být uchycení prašníků na nitce, rozlišujeme např. podélné, příčné, šikmé nebo vrtivé, např. u lipnicovitých.
Nitky jsou místa, kde mohou být tyčinky spolu srostlé do svazečků. Vytvořily-li všechny jeden svazeček, hovoříme o tyčinkách jednobratrých (např. rostliny slézovité, srostly-li nitky do dvou svazečku jedná se o tyčinky dvoubratré (např. u bobovitých) a dále tříbratré (např. třezalka)... V některých případech srostou dohromady všechny nitky i prašníky, jako u čeledě tykvovitých.